# Нерфеніх
Нерфеніх (нім. Nörvenich) — сільська громада в Німеччині, знаходиться в землі Північний Рейн-Вестфалія. Підпорядковується адміністративному округу Кельн. Входить до складу району Дюрен.
Площа — 66,2 км2. Населення становить 10 667 ос. (станом на 31 грудня 2020).